# Leyla İmret

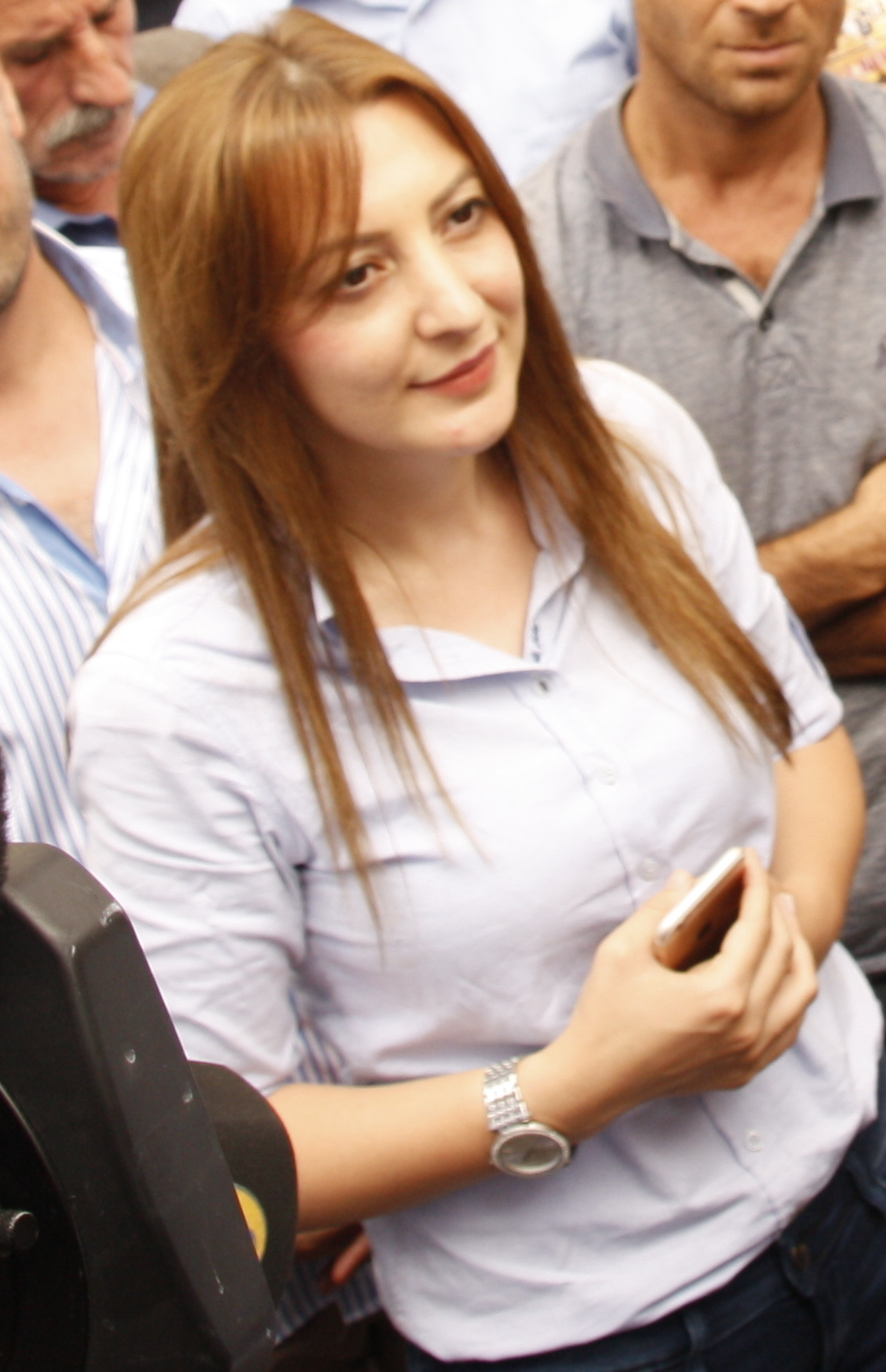

Leyla İmret (ur. 1987 w Cizre) – turecka polityk, z pochodzenia Kurdyjka. Działaczka na rzecz praw człowieka, w latach 2013-2015 burmistrzyni Cizre.

## Życiorys
Jej ojciec, Haşim, był bojownikiem Partii Pracujących Kurdystanu (PKK). Zginął w styczniu 1991 r., otoczony przez wojsko tureckie w swoim domu w Cizre. Po jego śmierci rodzina opuściła rodzinne miasto, zaś czteroletnią Leylę wysłała pod opiekę ciotce i wujowi, mieszkającym w Osterholz-Scharmbeck k. Bremy. W Niemczech ukończyła studia pedagogiczne, była też fryzjerką. 
W 2014 r. została wybrana na burmistrzynię Cizre, uzyskując 83-procentowe poparcie. Startowała z poparciem prokurdyjskiej Partii Demokracji i Pokoju. Była pierwszą w historii kobietą wybraną na burmistrza Cizre i jedną z najmłodszych w Turcji osób na tym stanowisku. W momencie, gdy obejmowała urząd, nie władała językiem tureckim, mówiła jedynie po kurdyjsku.  
W 2015 r., gdy w południowo-wschodniej Turcji wybuchły - po latach zawieszenia broni - walki między kurdyjskimi partyzantami z PKK a wojskiem tureckim, Leyla İmret skomentowała w wywiadzie prasowym, że jeśli nastanie pokój, to zacznie się w Cizre, a jeśli wojna, to również zacznie się w tym mieście. Dodała, że Turcja stała w obliczu wojny domowej. Jej wypowiedź została przedstawiona jako nawoływanie do wojny i wzbudziła oburzenie w Turcji. Polityczka bez powodzenia tłumaczyła, że jej słowa nie były wyrazem podżegania. We wrześniu 2015 r. została usunięta ze stanowiska decyzją Ministerstwa Spraw Wewnętrznych i usłyszała zarzuty podżegania do buntu przeciwko rządowi, uprawiania propagandy terrorystycznej i nawoływania do nienawiści etnicznej. Zwolniona z aresztu, została zatrzymana ponownie po nieudanym przewrocie w Turcji w 2016 r. Oskarżono ją wówczas o wspieranie nie tylko PKK, ale też organizacji Fethullaha Gulena. 
Po kolejnych aresztowaniach i zwolnieniach Leyla İmret ostatecznie uciekła z Turcji do autonomicznego irackiego Kurdystanu, a stamtąd do Europy. W Europie kontynuuje działalność publiczną, mówiąc o prawach człowieka w Turcji i sytuacji Kurdów. W 2018 r. otrzymała medal Carla von Ossietzky'ego.
Jest bohaterką filmu dokumentalnego Dil Leyla w reżyserii Asli Özarslan, z 2017. 